# Ystekleppane
Die Ystekleppane (norwegisch für Äußerste Klumpen) sind Felsvorsprünge an der Prinz-Harald-Küste des ostantarktischen Königin-Maud-Lands. Sie ragen durch das Eis am Ostufer der Bucht Havsbotn 1,5 km südlich des Hügels Strandnebba auf der äußersten südöstlichen Seite der Lützow-Holm-Bucht auf.
Norwegische Kartographen, die sie auch benannten, kartierten sie anhand von Luftaufnahmen der Lars-Christensen-Expedition 1936/37.